# Pig (filme)
Pig é um filme de suspense dramático estadunidense de 2021, co-escrito e dirigido por Michael Sarnoski. É estrelado por Nicolas Cage, Alex Wolff e Adam Arkin. Foi lançado nos cinemas nos Estados Unidos em 16 de julho de 2021 pela Neon.
O filme recebeu elogios da crítica, em especial a direção e temas abordados, assim como a atuação de Cage.

## Elenco
- Nicolas Cage como Robin "Rob" Feld
- Alex Wolff como Amir
- Adam Arkin como Darius
- Nina Belforte como Charlotte
- Gretchen Corbett como Mac
- David Knell como Chefe Derek Finway
- Julia Bray como Tweakette
- Darius Pierce como Edgar
- Elijah Ungvary como Tweaker
- Cassandra Violet como Lorelai "Lori" Feld
- Beth Harper como Donna/Diner Waitress

## Produção

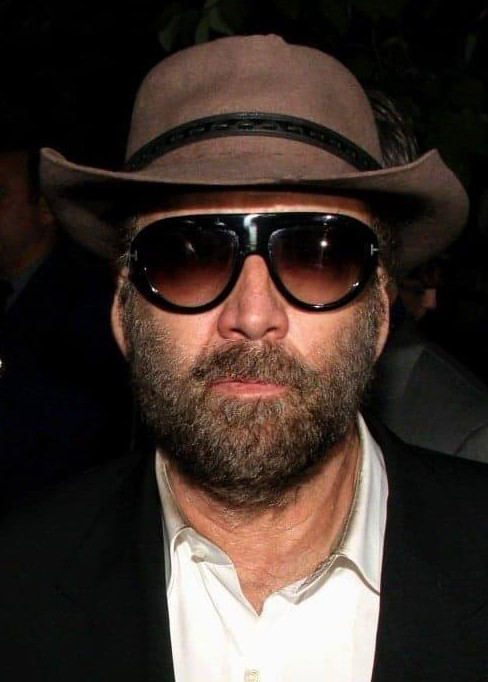
Nicolas Cage na premiação Color Out of Space, 2019 Toronto Film Festival

Em setembro de 2019, foi anunciado que Nicolas Cage e Alex Wolff se juntaram ao elenco do filme, com Michael Sarnoski dirigindo a partir de um roteiro que ele escreveu.
A fotografia principal começou em 23 de setembro de 2019, em Portland, Oregon.

## Recepção
No Rotten Tomatoes, o filme tem 97% de aporvação com base em 127 críticas, com uma nota média de 8,2/10. O consenso dos críticos do site diz: "Como o próprio animal, Pig desafia a besteira de expectativas com uma bela odisséia de perda e amor ancorada pela performance crua de Nicolas Cage". No Metacritic, o filme tem uma pontuação média ponderada de 84 de 100, com base em 30 avaliações, indicando "aclamação universal".